# Tzigane (Ravel)
Tzigane is een rapsodie uit 1924 van de Franse componist Maurice Ravel voor viool met begeleiding. 

## Achtergrond
Het werk is opgedragen aan de Hongaarse violiste Jelly d'Aranyi. Ravel schreef het werk in Montfort-l'Amaury in het voorjaar van 1924.
De naam van het stuk verwijst naar een algemene Europese aanduiding voor de Roma (gitan, tsigane, tzigane) en niet naar het Hongaarse cygany. Het stuk bevat veel materiaal losjes gebaseerd op zigeunermuziek.

## Versies
In de oorspronkelijke versie uit 1924 bestaat de begeleiding uit een luthéal, een voorloper van de geprepareerde piano. In latere versies wordt de solist begeleid door piano of orkest. 
Tzigane wordt tegenwoordig vaak uitgevoerd in Ravels eigen arrangement voor viool en orkest. 

## Vorm
De vorm is grofweg tweeledig: er is een 'introductie' die overgaat in een 'dans'.
Het stuk begint - op de sonore lage G-snaar- met een zigeunereske en stevige solo-cadens voor de viool, waarin de hoofdthema's quasi improviserend voorbijkomen. Deze cadens (de introductie) bevat vele speelwijzen, zoals glissando's, dubbelgrepen, oktaafspel, flageoletten, snelle loopjes, pizzicati, trillers en tremolo's. Gaandeweg de cadens voegt zich de harp (of in de pianoversie de piano) in, waarna de viool en orkest (of piano) samen een dansend thema in 2/4 oppakken, dat zich ontwikkelt als een zich opbouwende czardas. Uiteindelijk sluit de Tzigane na een krachtig accelererend crescendo af met een korte slotcadens van drie akkoorden. 
De vioolpartij is gemodelleerd naar de laatromantische stijl van componist-virtuozen als Wieniawski en Sarasate.

## Luthéal
De luthéal is een soort geprepareerde piano waarmee de klankkleur veranderd kan worden. Qua geluid iets tussen een harp, een klavecimbel en een pianoforte in.
In de vioolpartij van Ravels Tzigane staat vermeld: "Violon et piano (ou luthéal)". Het is niet duidelijk hoe Ravel met het instrument in aanraking kwam, maar wel staat vast dat de eerste uitvoering van de Tzigane met piano-luthéal plaatsvond in 1924, in de Parijse Salle Gaveau, door de violist Samuel Dushkin en de 'luthéalist' Beveridge Webster. De luthéalversie van Tzigane werd in 1980 opgenomen door Theo Olof en Daniël Wayenberg en later ook door Emmy Verhey en Carlos Moerdijk. 